# سيغفارد إريكسون
سيغفارد إريكسون (بالسويدية: Sigge Ericsson)‏ هو متزلج سريع سويدي، ولد في 17 يوليو 1930 في ألاناس ‏ في السويد.

## وصلات خارجية
- سيغفارد إريكسون على موقع SpeedSkatingBase.eu (الإنجليزية)
- سيغفارد إريكسون على موقع SpeedSkatingNews.info (الإنجليزية)
- سيغفارد إريكسون على موقع SpeedSkatingStats.com (الإنجليزية)
- سيغفارد إريكسون على موقع اللجنة الأولمبية الدولية (الإنجليزية)
- سيغفارد إريكسون على موقع أوليمبيديا (الإنجليزية)
- سيغفارد إريكسون على موقع اللجنة الأولمبية السويدية (السويدية)